# Stéphanie Barré
Pour les articles homonymes, voir Barré.
Stéphanie Barré, née le 14 mars 1991 à Cholet, est une karatéka française.
Elle est médaillée de bronze en kumite dans la catégorie des moins de 55 kg aux Championnats d'Europe de karaté 2011.